# Emma Hartmann
Amalia Emma Sophie Hartmann, nascuda Zinn (Copenhaguen, 22 d'agost de 1807 - Copenhaguen, 6 de març de 1851) fou una compositora danesa que va fer servir el pseudònim Frederick H. Palmer per publicar música. Forma part de la primera generació de dones compositores a Dinamarca. La seva producció musical, cançons i danses per a piano, no es gaire extensa, ja que només va començar a reconèixer-se com a compositora uns anys abans de la seva prematura mort.

## Primers anys
Emma Zinn va néixer en una família de comerciants rics a Copenhaguen. Era filla de Johann Friederich Zinn (1779-1838) i Eva Sophie Juliane Oldeland (1779-1812). El seu pare havia heretat la casa comercial de la família després de la mort del seu pare, Johann Ludvig Zinn, el 1802, inicialment en una societat amb el seu germà, Carl Ludvig Zinn, que va morir el 1808. Emma va créixer a la casa Zinn, en un entorn que va ser durant diverses generacions un lloc de trobada cultural visitat sovint per compositors i músics com Christoph Ernst Friedrich Weyse o Friedrich Kuhlau. Va assistir a l'escola anglesa de Miss Mitchell i va estudiar cant i piano amb el compositor Andreas Peter Berggreen (1801-1880).

## Composicions

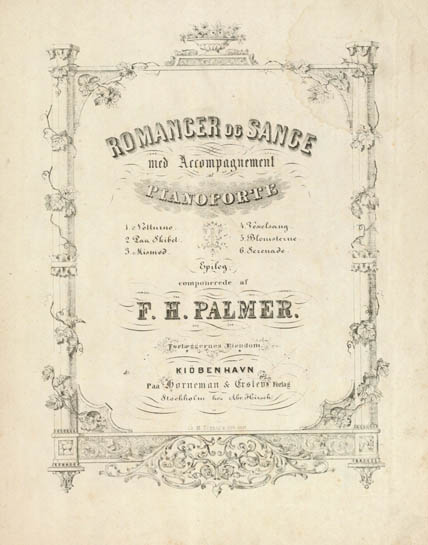
Primera pàgina de la publicació del cinquè volum de Romanços de Hartmann, 1853

La seva primera composició publicada va ser música per a un ball de l'Associació d'Estudiants el febrer de 1841. Posteriorment es van publicar cinc fulletons amb un total de 22 Romanços i cançons amb lletres d'autors destacats com Christian Winther, Frederik Paludan-Müller i el suec Johan Ludvig Runeberg. El primer aplec va ser publicat el 1848 per Horneman & Erslev, però els dos darrers es van publicar pòstumament. La primera pàgina mostrava tant el seu nom real com el pseudònim anb què s'havien publicat el 1892 les seves cançons i romances.
Va prendre el seu pseudònim del nom d'un personatge de la novel·la Extremerne (L'extrem), de 1835, de l'escriptora danesa Thomasine Gyllembourg, nascuda Buntzen (1773-1856), que va publicar la seva obra de forma anònima. La veritable identitat es va revelar el 1869 quan es va publicar el Manual de l'anonimat i els pseudònims de la literatura danesa.
El 1907, en el centenari del seu naixement, el seu fill petit, Frederik (Fritz) Hartmann, va publicar en edició facsímil una col·lecció de peces per a piano. Un nou aplec va ser publicat per DCM el 2003.

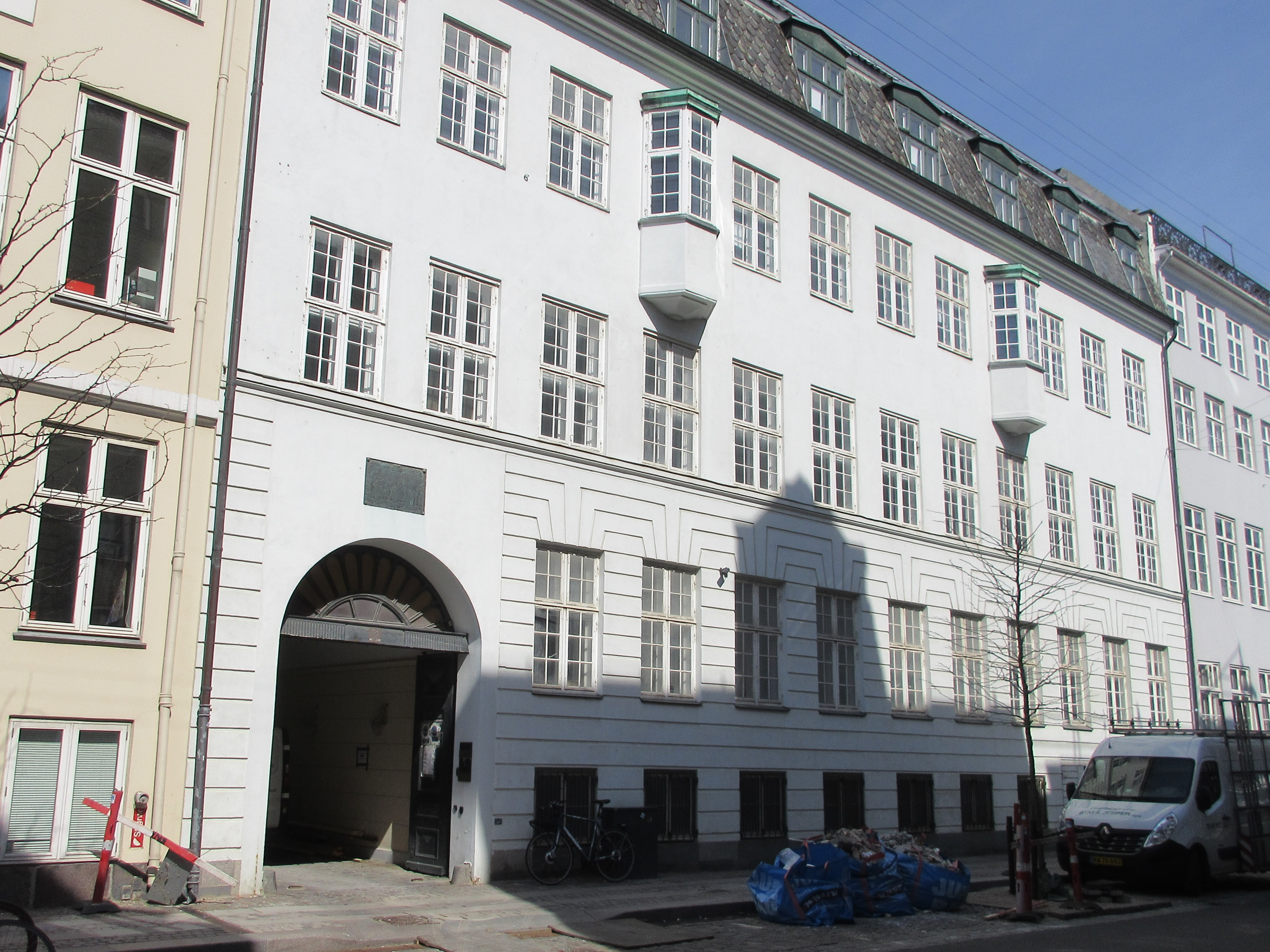
La Casa Zinn, a Kvæsthusgade 3, Copenhaguen

## Vida personal
Emma Zinn es va casar amb el compositor Johan Peter Emilius Hartmann (1805–1900), que ja era organista a la Garrison Church i advocat, i van viure al segon pis de la casa Zinn, a Kvæsthusgade, 3, a Copenhaguen. Va tenir deu fills, quatre dels quals van morir de petits. Estava interessada en la literatura, l'art i el teatre. Va morir amb poc més de quaranta anys el 6 de març de 1851 i va ser enterrada al cementiri Garrison de Copenhaguen.

## Obra
- Vals vienesos, 1841
- Galopada, 1841
- Romances i cançons 1-V, 1849-53 (11 cançons)
- Col·lecció de Romances i Cançons, 1892 (22 cançons)